# Élections sénatoriales de 2020 dans les Alpes-de-Haute-Provence
Les élections sénatoriales dans les Alpes-de-Haute-Provence ont lieu le dimanche 27 septembre 2020. Elles ont pour but d'élire le sénateur représentant le département au Sénat pour un mandat de six années.

## Contexte départemental
Lors des élections sénatoriales de 2014 dans les Alpes-de-Haute-Provence, Jean-Yves Roux a été élu sénateur.
Depuis, tous les effectifs du collège électoral des grands électeurs ont été renouvelés, avec les élections départementales françaises de 2015, les élections régionales françaises de 2015, les élections législatives françaises de 2017 et les élections municipales françaises de 2020.

## Sénateur sortant
| Sénateur | Sénateur       | Parti | Fonctions lors de l'élection en 2014    |
| -------- | -------------- | ----- | --------------------------------------- |
|          | Jean-Yves Roux | PRG   | Conseiller régional, conseiller général |

## Présentation des candidats et des suppléants
Le nouveau représentant est élu pour une législature de 6 ans au suffrage universel indirect par les 547 grands électeurs du département. Dans les Alpes-de-Haute-Provence, le sénateur est élu au scrutin majoritaire à deux tours. Le nombre reste inchangé, un sénateur est à élire. Il y aura plusieurs candidats dans le département, chacun avec un suppléant.
| N°  | Candidats | Candidats                 | Parti | Principales fonctions                      |
| --- | --------- | ------------------------- | ----- | ------------------------------------------ |
| T 1 |           | Jean-Yves Roux            | PRG   | Sénateur sortant, conseiller départemental |
| s 1 |           | Laurence Dépieds-Matheron | LREM  | Maire de Saint-Martin-de-Brômes            |
|     |           |                           |       |                                            |
| T 2 |           | Claude Segond             | LR    | Maire de Mézel                             |
| s 2 |           | Béatrice Savornin         | LR    | Maire de Montclar                          |
|     |           |                           |       |                                            |
| T 3 |           | Jean-Jacques Lachamp      | DVG   | Maire de Nibles                            |
| s 3 |           | Claire Dufour             | PCF   | Maire de Reillanne                         |

## Résultats
|                          | Jean-Yves Roux           | PRG                      | DVG                      | 359 | 65,39 |  |  |
|                          | Jean-Jacques Lachamp     | SE                       | DVG                      | 100 | 18,21 |  |  |
|                          | Claude Segond            | LR                       | LR                       | 90  | 16,39 |  |  |
|                          |                          |                          |                          |     |       |  |  |
| Votes valides            | Votes valides            | Votes valides            | Votes valides            | 549 | 98,92 |  |  |
| Votes blancs             | Votes blancs             | Votes blancs             | Votes blancs             | 3   | 0,54  |  |  |
| Votes nuls               | Votes nuls               | Votes nuls               | Votes nuls               | 3   | 0,54  |  |  |
| Total                    | Total                    | Total                    | Total                    | 555 | 100   |  |  |
| Abstention               | Abstention               | Abstention               | Abstention               | 3   | 0,54  |  |  |
| Inscrits / participation | Inscrits / participation | Inscrits / participation | Inscrits / participation | 558 | 99,46 |  |  |